# 外埔區
外埔區，前身「外埔鄉」，位於臺灣臺中市西北方，介於大甲溪與大安溪之間，北接苗栗縣苑裡鎮，東與東南鄰后里區，南隔大甲溪與清水區相望，西與西北鄰大甲區。氣候屬亞熱帶，地形屬於河階型。農特產有蜜紅葡萄、馬鈴薯、百合花、稻米、洋菇、火龍果等。
早在清康熙年間，外埔區大安溪溪底一帶即有先民入墾，南邊外埔地區位居大甲、后里中途地帶，曾為商人休憩地區，聚落得以發展。後因當地距離主要交通幹道較遠，且因地勢偏高，距離都市地區較遠，發展停滯，成為主要的農業區域。由於外埔區居后里臺地地形區，各臺地面交界一帶，地勢高低落差，成為階崖，故有多個以「崁」、「崎」為名的地名。

## 歷史
外埔區區名由來有數種說法，一說為當地位於外方（西方）的荒埔平地，與內方（東方）后里區的括稱「內埔」相對應，故名；一說為日治時期將今后里區統稱為「內埔」，在其西邊地區括稱為「外埔」，即將鐵砧山以東的埔地，以其在西側且首先開發的大甲平原對應為「外埔」:268；一說為因當地屬河階地形，其中較高崁的地區因早期灌溉不便，開發不易雜草叢生而稱為埔地，其後開墾過程中經該圳灌溉始逐次形成聚落，故名:270－271。1909年日本政府規劃當地為溪底區及外埔區，1920年復於當地設外埔庄，其後便沿用此名:271。
1683年，清廷派施琅率兵攻臺，鄭克塽降清。1684年，臺灣納入清朝版圖，分一府三縣，隸屬福建省臺灣府，縣即諸羅縣、臺灣縣、鳳山縣，外埔屬諸羅縣:247。朱一貴事件後，清廷於1723年8月將諸羅縣虎尾溪以北的土地劃分為彰化縣、淡水廳，外埔屬淡水廳。1732年，淡水廳下分十二堡，外埔屬淡水廳大甲堡:252。自1871年起，大甲堡改名竹南四堡:256。1875年，臺灣分二府八縣四廳，外埔屬新竹縣竹南四堡:256－257。臺灣建省後，自1887年9月起，臺灣分三府、一直隸州、十一縣、三廳。1889年，新竹縣劃中港溪以南的土地為苗栗縣，並將竹南四堡改原名為大甲堡，外埔屬苗栗縣大甲堡。在沈茂蔭《苗栗縣志》中，外埔已有鐵砧山腳莊、六分仔莊、前湖莊、後湖莊、上高園莊、下高園莊、馬鳴埔莊、磁磘莊、風空吼莊等九莊，並在志中「番社」載有大甲東社:257。
1895年，清廷因甲午戰爭戰敗，與日本簽訂《馬關條約》，將臺澎地區割讓日本:257；6月17日，臺灣分三縣一廳，外埔屬臺灣縣苗栗支廳；8月，改一縣二民政支部一廳，屬臺灣民政支部苗栗出張所苗栗三堡。1896年3月，復改三縣一廳，屬臺中縣苗栗支廳。1897年5月，改六縣三廳，屬新竹縣大甲辦務署第三堡:260。1898年6月，改三縣三廳，屬臺中縣大甲辦務署苗栗三堡:260－261。至1900年9月起，裁撤廳下之辦務署。1901年11月，全臺分二十廳，外埔屬苗栗廳大甲支廳苗栗三堡。1909年10月，改十二廳，屬臺中廳苗栗三堡大甲支廳，一部分屬溪底區，一部分則屬外埔區:261。1920年7月，重新調整行政區，行政區劃改為州、郡市、街庄，全臺分五州二廳，外埔屬臺中州大甲郡:261－262。外埔庄分為大甲東、馬鳴埔、鐵砧山腳、土城、廍子、六分、磁磘、內水尾等8個大字:262。
1945年，中華民國接管臺灣:262，將日治時期的州、廳改為八縣、九省轄市、二縣轄市，外埔鄉屬臺中縣大甲區。1950年9月8日，調整行政區域；至10月25日起，全臺分十六縣、五省轄市、一管理局，並裁撤區署，外埔鄉改直隸於臺中縣。外埔鄉分為永豐村、六分村、三崁村、大同村、水美村、大東村、馬鳴村、中山村、鐵山村、土城村、廍子村等11個村:264。2010年12月25日，臺中縣市合併改制為直轄市，外埔鄉改制為市轄區「外埔區」，隸屬臺中市。

## 地理

### 地形
外埔區位於臺中市西北部，北隔大安溪與苗栗縣苑裡鎮為界，西以鐵砧山與大甲區相接，東鄰后里區，南臨大甲溪與神岡、清水兩區相會:61。全境地處后里臺地西端，西鄰大甲平原，南北兩側為大安溪與大甲溪:79。
后里臺地為一長方形臺地，可分為東部的屯子腳隆起沖積扇與西部的磁窯隆起沖積扇，其中後者約佔臺地總面積一半以上，僅月眉一帶各階地均向西方或西南方緩傾，為大安溪形成之沖積扇。臺地西北側有鐵砧山（標高236公尺），成山狀小型切割臺地。各地形面上均帶有赭色或棕紅色土壤，及其下隆起之礫石層，故地形均相當於赭土緩起伏面或高位河階面:79。

### 人口
根據臺中市政府民政局統計，2024年底外埔區戶數約1.1萬戶，人口約3.1萬人，區內人口最多與最少的里分別是大東里與永豐里，2024年底兩里人口分別為7,384人與1,229人。

## 政治

### 歷屆首長
外埔長
| 任次 | 姓名       | 就任日期   | 卸任日期 |
| ---- | ---------- | ---------- | -------- |
| 1    | 許天催     | 1920年10月 | 1924年   |
| 2    | 許天奎     | 1925年     | 1931年   |
| 3    | 杜傳明     | 1932年     | 1935年   |
| 4    | 柴田清     | 1936年     | 1937年   |
| 5    | 吉田秀治郎 | 1938年     | 1945年   |

外埔鄉鄉長
官派
| 屆次 | 姓名   | 就任日期       | 卸任日期       |
| ---- | ------ | -------------- | -------------- |
| 1    | 黃來旺 | 1945年11月27日 | 1946年11月14日 |

鄉民代表會選出
| 屆次 | 姓名   | 就任日期       | 卸任日期      | 備註           |
| ---- | ------ | -------------- | ------------- | -------------- |
| 1    | 許雲陽 | 1946年11月15日 | 1947年2月22日 | 任內轉職外交部 |
| 1    | 黃來旺 | 1947年2月23日  | 1948年11月9日 | 代理           |
| 2    | 朱進   | 1948年11月10日 | 1951年7月9日  |                |

民選
| 屆次 | 姓名   | 黨籍       | 就任日期      | 卸任日期       |
| ---- | ------ | ---------- | ------------- | -------------- |
| 1    | 朱進   |            | 1951年7月10日 | 1953年7月10日  |
| 2    | 朱進   |            | 1953年7月11日 | 1956年7月10日  |
| 3    | 許雲陽 |            | 1956年7月11日 | 1959年12月31日 |
| 4    | 朱進   |            | 1960年1月1日  | 1964年2月29日  |
| 5    | 朱進   |            | 1964年3月1日  | 1968年2月29日  |
| 6    | 林萬裕 |            | 1968年3月1日  | 1973年3月31日  |
| 7    | 劉進益 |            | 1973年4月1日  | 1977年3月31日  |
| 8    | 劉進益 |            | 1977年4月1日  | 1982年2月28日  |
| 9    | 吳桂森 |            | 1982年3月1日  | 1986年2月28日  |
| 10   | 吳桂森 | 中國國民黨 | 1986年3月1日  | 1990年2月28日  |
| 11   | 姚應龍 | 中國國民黨 | 1990年3月1日  | 1994年2月28日  |
| 12   | 姚應龍 | 中國國民黨 | 1994年3月1日  | 1998年2月28日  |
| 13   | 黃日昇 | 中國國民黨 | 1998年3月1日  | 2002年2月28日  |
| 14   | 黃日昇 | 中國國民黨 | 2002年3月1日  | 2006年2月28日  |
| 15   | 劉陳吻 | 無黨籍     | 2006年3月1日  | 2010年12月24日 |

外埔區區長
1. 劉陳吻：2010年12月25日－（待查）
2. 卓義騰：（待查）－2018年1月9日
3. 柯宏黛：2018年1月10日－2018年4月29日
4. 陳柏宏：2018年4月30日－2019年4月29日
5. 葉聯慶：2019年4月30日－

### 區政組織

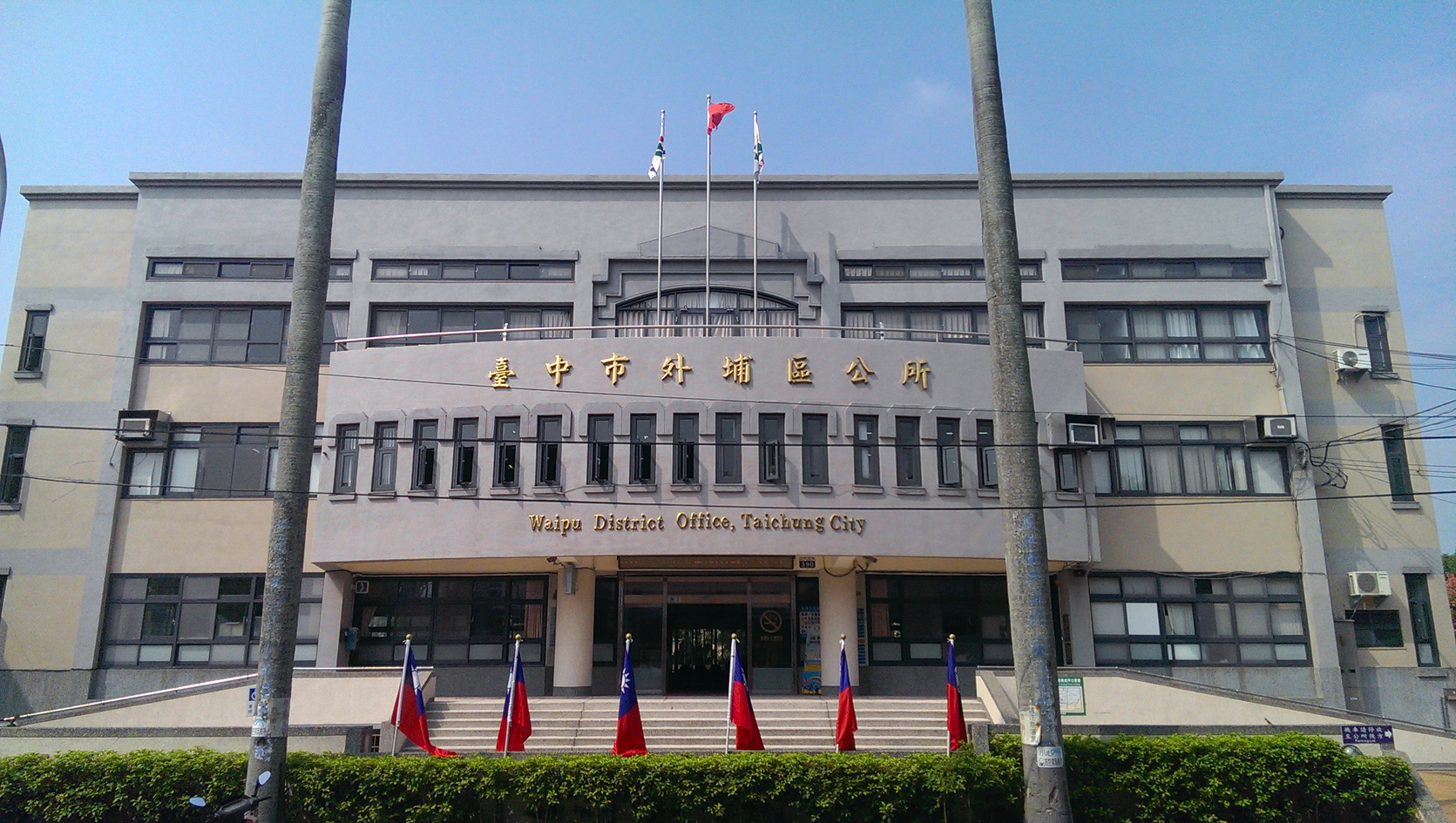
外埔區公所

外埔區公所是臺中市政府在外埔區的派出機關，在中華民國政府架構中為市政府綜理區政的執行機關，上級業務監督機關為臺中市政府。区长由市長任命，其任期為無任期保障。在區長、主任秘書及秘書之下，設有5課4室等9個內部單位。

### 行政區
現今外埔區行政範圍的確立，來自於1920年，日本將臺灣十二廳改為五州二廳，設外埔庄屬臺中州大甲郡。外埔庄轄六分、磁磘、內水尾、大甲東、馬鳴埔、鐵砧山腳、土城、廍子等8個大字:362。1945年，改為「外埔鄉」，屬臺中縣大甲區。1950年，裁撤區署，外埔鄉改直隸於臺中縣:364。2010年12月25日，臺中縣市合併改制為直轄市，外埔鄉改制為市轄區「外埔區」，隸屬臺中市。
外埔區共轄11個里，其行政區域分布情形為：
| 外埔區行政區劃 |        |      |        |      |        |      |        |
|                |        |      |        |      |        |      |        |
| 編號           | 里名   | 編號 | 里名   | 編號 | 里名   | 編號 | 里名   |
| 1              | 土城   | 2    | 廍子里 | 3    | 鐵山里 | 4    | 馬鳴里 |
| 5              | 永豐里 | 6    | 六分里 | 7    | 中山里 | 8    | 大東里 |
| 9              | 大同里 | 10   | 水美里 | 11   | 三崁里 |      |        |

## 金融
- 華泰銀行北臺中分行

## 教育
目前外埔區擁有國民中學1所，為臺中市立外埔國民中學1校:644－647，其他公立教育機構計有臺中市外埔區外埔國民小學、臺中市外埔區安定國民小學、臺中市外埔區鐵山國民小學、臺中市外埔區馬鳴國民小學、臺中市外埔區水美國民小學等5所國民小學:628－644。

## 交通

### 公路
- 中山高速公路
  - 160 后里后里交流道，位於后里西。
- 福爾摩沙高速公路
  - 164 大甲大甲交流道，位於大甲東。
- 市道132號：大甲區 - 外埔區 - 后里區

### 公車客運
臺中市市區公車
- 本表更新時間於3月20日

| 路線號碼     | 營運區間                         | 經營業者             | 備註                                                                                                 |
| ------------ | -------------------------------- | -------------------- | --- |
| 92           | 豐原－大安國中                   | 豐原客運             | 豐安環線或稱豐原大甲線                                                                               |
| 95           | 六福公園－外埔老人文康中心       | 中臺灣客運           | |
| 95副         | 六福公園－外埔老人文康中心－土城 | 中臺灣客運           | |
| 154          | 臺中女中－大甲區公所             | 臺中客運             | 為大甲新幹線，經臺中車站、中清路、大甲火車站                                                         |
| 157          | 文心森林公園－大甲區公所         | 臺中客運             | 為外埔新幹線，經臺中市政府、逢甲大學、、三崁、外埔區公所                                             |
| 211          | 豐原－土城－大甲體育場           | 豐原客運             | |
| 211區（611） | 泰安－新政大安港路口             | 豐原客運             | 例假日及寒暑假停駛                                                                                   |
| 212          | 豐原－大甲體育場                 | 豐原客運             | 經水美                                                                                               |
| 213          | 豐原－大甲體育場                 | 豐原客運             | 經下后里                                                                                             |
| 215          | 豐原－大甲體育場                 | 豐原客運             | 經下后里、麗寶樂園，不經后里區公所                                                                   |
| 658          | 惠文高中（惠文路）－大安濱海樂園 | 中臺灣客運           | 為大安新幹線，經臺灣大道、大甲車站。                                                                 |
| 658副        | 惠文高中（惠文路）－大安濱海樂園 | 中臺灣客運           | 經中央健保署（惠中路）、臺中國家歌劇院、老虎城、朝馬轉運站、臺中榮總、大甲車站、海墘國小、媽祖園區   |
| 659          | 幼獅工業區服務中心－臺中榮總     | 臺中客運             | 為幼獅新幹線，經大甲車站、外埔區公所、、靜宜大學、弘光科技大學、東海別墅                             |
| 811          | 豐原東站－大甲體育場             | 台中客運、中台灣客運 | 經中科七星園區、中科后里園區、后里馬場、后里車站、下后里、泰安服務區、麗寶樂園、大甲車站             |
| 813          | 豐原轉運中心－文武公園           | 中鹿客運             | 經豐原國中、七星農場、啟明學校、中科后里園區、后里東站、后里車站、下后里、三崁里、大甲車站、大甲國中 |
| 839          | 泰安車站－國立苑裡高中           | 建明客運             | 經中社、新店庄、日南、幼獅工業區                                                                       |
| 市民小巴2    | 大甲車站-泰安車站                | 睿奕交通             | 經土城                                                                                               |
| 市民小巴3    | 大甲車站-麗寶樂園                | 睿奕交通             | 經六分路                                                                                             |

小黃公車
臺中市小黃公車是由臺中市政府交通局推動的公車系統之一，於2017年4月1日啟用，路線皆採固定時間發車且免費搭乘，乘車需於前一天預約，預約人數較多時則安排多輛計程車以提供載客服務，當中僅無臺中市市區公車行駛、停靠之路段可隨招隨停，以擴大公共運輸服務範圍至年長者、行動不便、偏遠地區、攜帶大型行李的民眾。行經外埔區的小黃公車路線有黃19路（后里口庄至外埔）等1條，提供三崁、水美、大同、六分等4個里的居民搭乘。

### 公共自行車
臺中市公共自行車租賃系統（iBike）是臺中市政府推動的公共自行車租賃系統，2013年6月開始規劃建置，2014年7月18日開始營運，2017年5月16日使用次數突破一千萬人次，外埔區則於2018年4月9日正式引進YouBike1.0系統，並於2021年7月23日引進YouBike2.0系統，2023年6月28日全面停止營運YouBike1.0系統，改為僅營運YouBike2.0系統。資料截至2024年12月31日，YouBike2.0系統已於外埔區設有19個站點，並可甲地租車、乙地還車，提供民眾租借使用。

## 旅遊
- 外埔劉秀才宅：台中市定古蹟
- 義虎堂：虎爺公廟
- 大甲溪河神廟

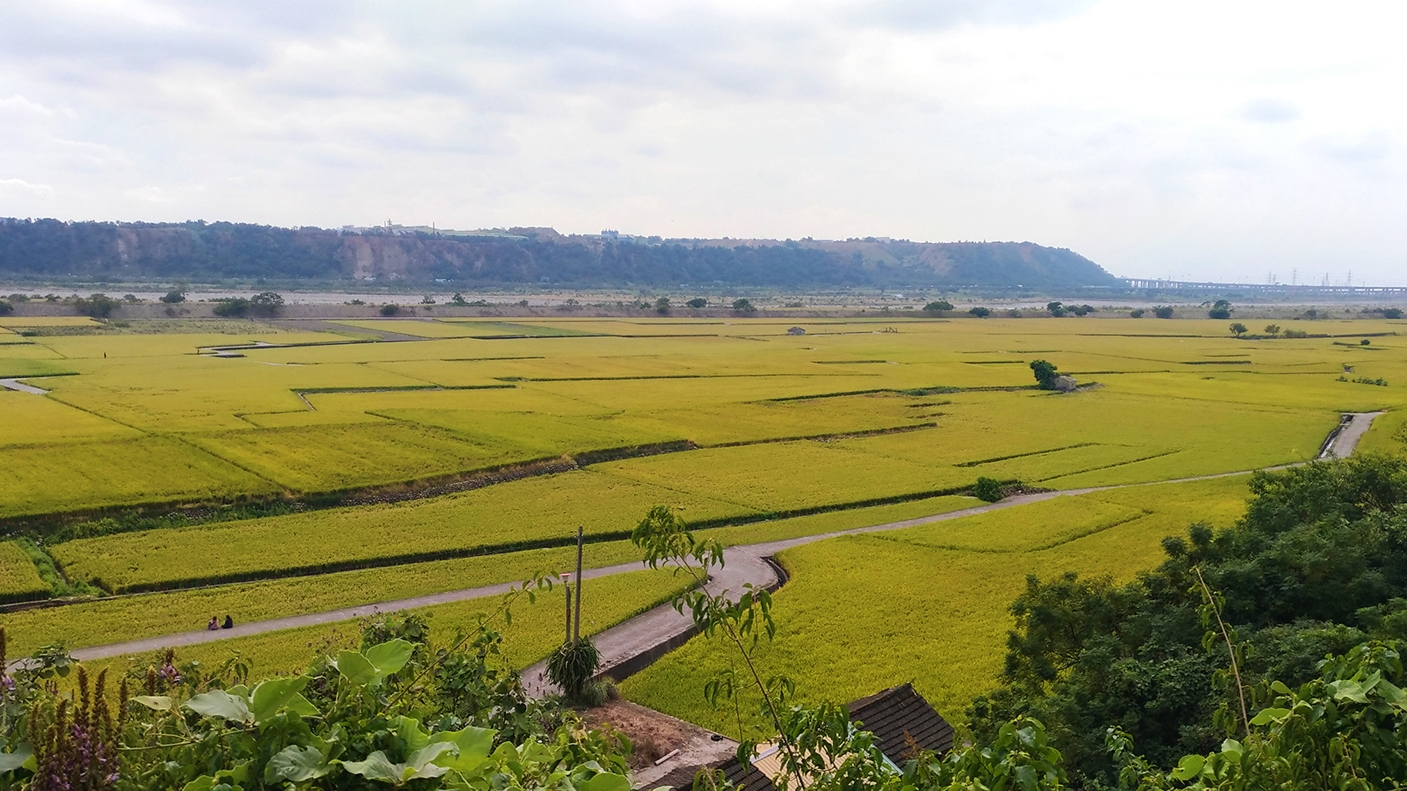
大甲溪畔的忘憂谷，攝於2017年11月

- 忘憂谷觀音禪寺：忘憂谷位於外埔區三崁里大甲溪畔，周圍因有二十餘公頃茂盛的相思林地，因而有十餘種珍貴的鳥類群居其間，谷內湖水清澈如鏡，是愜意悠遊中部旅遊必到之處。
- 鐵砧山：臺灣小百岳之一，為中部知名風景區。
- 水美李宅
- 無極三清總道院：原名叫中原紫雲禪寺，佔地八公頃，民國七十六年（1987年），大甲吳鳳開（第一任寺主）承接仙佛聖示而在外埔區水美里興建。每年舉辦書法比賽，吸引全國大眾參加。
- 2018年世界台中國際花卉博覽會(花博)其中有位於外埔園區，特色生產-Green-綠色共享，面積14.32公頃
- 星月大地景觀休閒園區：景觀餐廳。
- 水流東休閒農業區
- 薑荷花農場：休閒農場。
- 外埔不倒翁
- 大甲聖母宮(臺中金虎爺會)
- 大甲東東龍宮

## 特產
外埔區有紅火龍果、薑荷花、葡萄酒、紅葡萄等特產。

## 大型公共建設
- 臺中花博外埔永豐園區
- 外埔綠能生態園區：外埔綠能發電廠（興建中）

## 外部連結
- 臺中市外埔區公所（页面存档备份，存于）